# Navigateur web
Un navigateur web (navigateur Web au Canada ou fureteur au Québec) est un logiciel conçu pour consulter le World Wide Web, il peut mémoriser et trier les pages Web préférées de l'utilisateurice dans des dossiers et sous-dossiers (marque-pages ou favoris).
Il en existe pour tous les matériels (ordinateur personnel, tablette tactile, téléphone mobile ou télévision).
Depuis les années 2010, les plus utilisés sont Google Chrome, Mozilla Firefox, Internet Explorer/Microsoft Edge, Safari, Opera.

## Terminologie
Les termes « navigateur (web/Web) » ou « logiciel de navigation » sont recommandés en France par la Délégation générale à la langue française et aux langues de France (DGLFLF), ainsi qu'au Canada par l'Office québécois de la langue française. Leur origine vient de Netscape Navigator, le navigateur phare en 1995-1996. Le premier terme utilisé était browser, comme en anglais. Par la suite, on a vu « fureteur » (utilisé au Canada), « butineur », « brouteur », « arpenteur », « fouineur » ou encore « explorateur » (inspiré d'Internet Explorer). Le terme « navigateur Internet », bien qu'incorrect, est également souvent rencontré. « Navigateur Web » est utilisé aussi au Canada,, tout comme « fureteur » (au Québec).

## Fonctionnalités les plus utiles

### Accéder à un site web
Il existe plusieurs manières d'accéder à un site web ; la plus courante est d'entrer l'adresse web dans la barre d'adresse du navigateur. On peut également cliquer sur un lien hyper-texte dans une page web, qui conduira à une autre page web.
Les navigateurs permettent de conserver tous les sites favoris de  l'utilisateurice, en les classant, ce qui permet de retrouver très facilement et rapidement le site Web dont on a besoin.

### Rendu

#### À l'écran

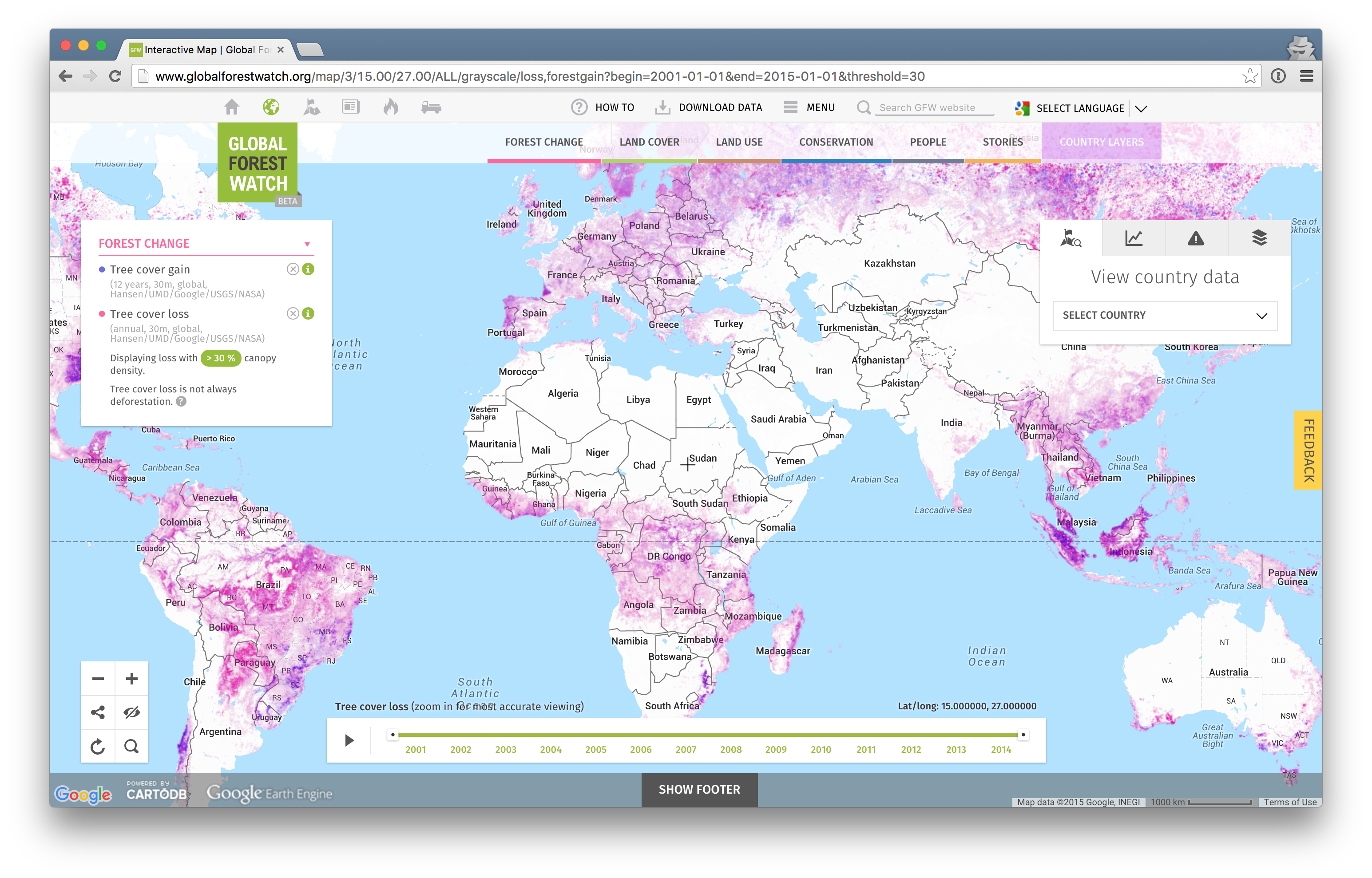
Capture d'écran montrant une page du site globalforestwatch.org en novembre 2015.

Un navigateur web doit être capable, au minimum, d'afficher le texte d'une page web. Un navigateur en mode texte n'affiche souvent rien de plus. Les navigateurs couramment utilisés fonctionnent cependant en mode graphique et sont capables d'utiliser une typographie élaborée, d'ajouter des images dans le texte, de jouer de la musique et des animations ainsi que d'interagir avec les actions de l'utilisateur.
Une page web est un texte écrit dans le langage informatique HyperText Markup Language (HTML) qui donne au navigateur le texte à afficher ainsi que la structure générale de la mise en page : titres, paragraphes, listes, tableaux, etc. La mise en page peut être améliorée par l'utilisation de feuilles de style en cascade (CSS) : marges, alignements, espacements, couleurs, bordures, etc.
La position des images dans une page web est donnée par le langage HTML. Les images sont généralement dans un format de données parmi les quatre suivants : GIF, JPEG,  PNG ou WebP. 
Depuis 2014, une bonne partie de ces rendus est réalisée par l'API d'HTML5.

#### Sur d'autres dispositifs
La plupart des navigateurs permettent d'imprimer les pages web en noir et blanc ou en couleurs. En outre, des dispositifs particuliers peuvent être utilisés pour pallier un handicap visuel ou moteur.

## Concurrence

### Règlementation européenne
La réglementation européenne, notamment le règlement (UE) 2022/1925 du Parlement européen et du Conseil du 14 septembre 2022 relatif aux marchés contestables et équitables dans le secteur numérique considère comme «navigateur internet» « une application logicielle qui permet aux utilisateurs finaux d’accéder à des contenus internet hébergés sur des serveurs connectés à des réseaux tels que l’internet, y compris les navigateurs internet autonomes, ainsi que les navigateurs internet intégrés ou inclus dans un logiciel ou équivalent, et d’interagir avec ces contenus ».

### Liste de navigateurs
La concurrence est animée par de nombreux acteurs, la technologie étant mûre et accessible, après trente cinq ans d’innovations. Il existe des versions différentes des navigateurs selon le type de machines : téléphone mobile, tablette ou ordinateur. 
Voici, pour les navigateurs les plus populaires et par ordre alphabétique, les noms de leur version plate-forme bureautique et mobile :
- Brave (considéré comme le navigateur qui protège le plus la vie privée selon une étude de l'université de Trinity College de 2020[5]) ;
- Google Chrome, Chromium ;
- Microsoft Edge, sucesseur d’Internet Explorer (qui n'est plus mis à jour depuis que Microsoft Edge existe et contient donc des failles de sécurité) ;
- Mozilla Firefox, Firefox Mobile ;
- Opera, OperaGX (Navigateur pour les gamers), Opera Mini ;
- Apple Safari ;
- Vivaldi (émanation d'Opera).

### Parts de marché
Moyenne en pourcents :
- Chrome (Google) (67,7 %)
- Safari (Apple) (15,4 %)
- Edge + IE (Microsoft) (4,8 %)
- Firefox (Mozilla) (2,9 %)
- Samsung Internet (Samsung Electronics) (2,2 %)
- Opera (Opera Software) (1,5 %)
- Autres (5,5 %)

| Source      | Chrome (Google) | Safari (Apple) | Edge + IE (Microsoft) | Firefox (Mozilla) | Samsung Internet (Samsung Electronics) | Opera (Opera Software) | Autres |
| ----------- | --------------- | -------------- | --------------------- | ----------------- | -------------------------------------- | ---------------------- | ------ |
| StatCounter | 66,3 %          | 18,0 %         | 5,3 %                 | 2,6 %             | 2,3 %                                  | 2,1 %                  | 3,4 %  |
| W3Counter   | 69,1 %          | 12,8 %         | 4,3 %                 | 3,2 %             | 2,1 %                                  | 0,9 %                  | 7,6 %  |
| Moyenne     | 67,7 %          | 15,4 %         | 4,8 %                 | 2,9 %             | 2,2 %                                  | 1,5 %                  | 5,5 %  |

Note : ces statistiques ne sont que des estimations et comprennent une marge d'erreur difficile à estimer. Ces erreurs sont dues à plusieurs raisons : certains navigateurs se font passer pour d'autres afin de contourner certains sites web refusant l'accès aux navigateurs non testés et de plus en plus de navigateurs, directement ou par le biais des extensions, bloquent les appels aux services de statistiques dans le but de protéger la vie privée de l'utilisateur.

### Web mobile
| Source      | Chrome (Google) | Safari (Apple) | Samsung Internet (Samsung) | Opera (Opera Software) | UC Browser (UCWeb) | Firefox (Mozilla) | Autres |
| ----------- | --------------- | -------------- | -------------------------- | ---------------------- | ------------------ | ----------------- | ------ |
| StatCounter | 66,9 %          | 22,7 %         | 3,6 %                      | 1,7 %                  | 1,3 %              | 0,6 %             | 3,2 %  |

### Navigateurs les plus utilisés par pays

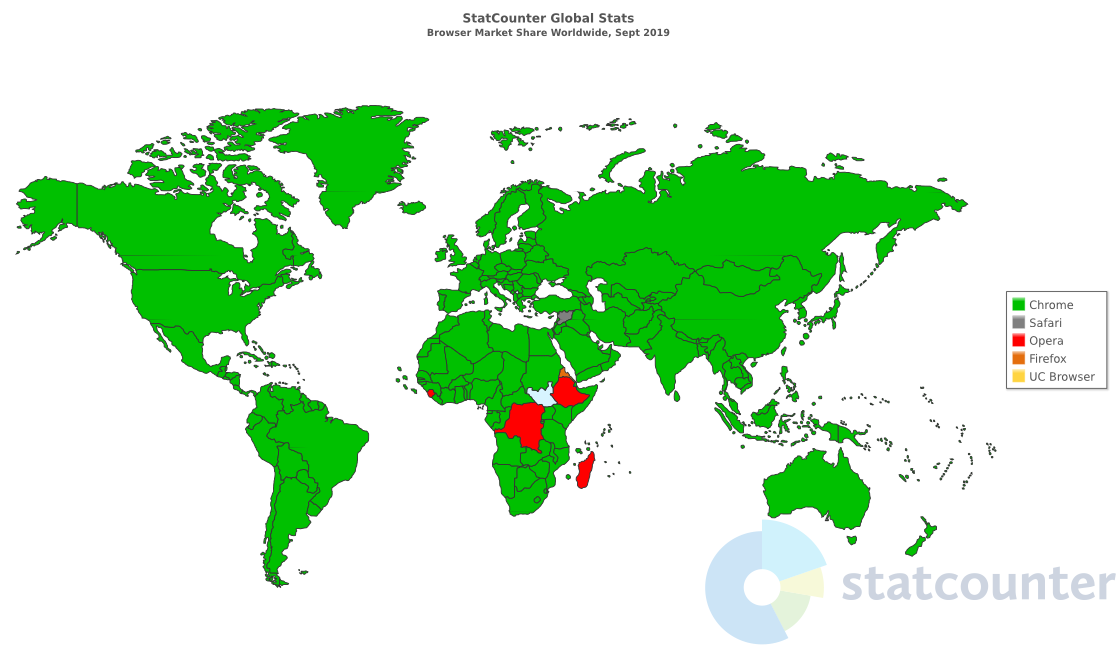
Navigateurs Web les plus utilisés par pays en septembre 2019.
Google Chrome

- Google Chrome

## Histoire

Chronologie des versions de navigateurs.

Les navigateurs web sont des logiciels complexes et en constante évolution, tant au niveau des fonctionnalités les plus utiles qu'au niveau de la sécurité, car les nouvelles fonctionnalités offrent de nouvelles failles.

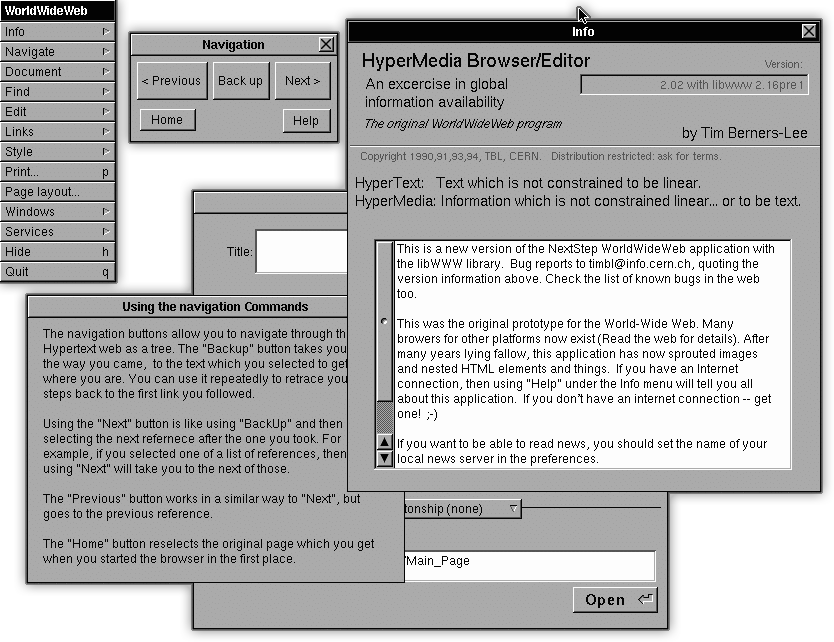
WorldWideWeb, le premier navigateur.

### Octobre 1990, le HTML
Le premier navigateur s'appelle WorldWideWeb. Il est développé par l'inventeur du langage HTML, Tim Berners-Lee, en octobre-novembre 1990. C'est un navigateur en mode graphique. C'est également un éditeur HTML, ce qui n'est pas commun. La rapidité de développement est rendue possible par l'ordinateur choisi pour ce projet, un NeXT. Toutefois, le choix de cet ordinateur, rare, a sévèrement limité la diffusion du navigateur. Plus tard, le navigateur est renommé Nexus pour éviter la confusion avec le World Wide Web.

### En 1992, Erwise
Le premier navigateur pour le système X Window sur Unix est Erwise, créé en 1992 en Finlande par les étudiants Kim Nyberg, Kari Sydänmaanlakka, Teemu Rantanen et Kati Borgers (née Suominen).
Le troisième navigateur est ViolaWWW.

### En 1993, NCSA Mosaic
En 1993, apparaît NCSA Mosaic. Ce navigateur, disponible sur de nombreux systèmes, provoqua l'accélération fulgurante et exponentielle du Web. Il est le premier navigateur à afficher les images (GIF et XBM) dans les pages web elles-mêmes, puis à supporter les formulaires interactifs dans les pages.

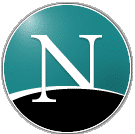
Logo Netscape

### En 1995, Netscape et Microsoft
Dès 1995, Netscape Navigator devient le navigateur dominant, développé par Marc Andreessen, ancien développeur de Mosaic.
En 1995, Microsoft sort également Internet Explorer 1.
À partir de 2000 et après plusieurs années de « guerre des navigateurs », c'est Internet Explorer qui devient le navigateur le plus utilisé. La raison en est principalement sa pré-installation au sein de Microsoft Windows, le système d'exploitation le plus utilisé sur les ordinateurs personnels à cette époque.
À compter de 2005, on note une régression de la part de marché d'Internet Explorer (en raison des procès pour abus de position dominante depuis 1998, surtout au bénéfice de Mozilla Firefox.

### En décembre 2008, Google Chrome
En décembre 2008 sort le navigateur Google Chrome, édité par Google. En 2010, il fait partie des trois navigateurs les plus utilisés et, en 2012, il devient le navigateur le plus utilisé.
De nombreux autres navigateurs se partagent les miettes, notamment :
- les navigateurs basés sur le moteur de rendu Gecko de Mozilla Firefox : K-Meleon, SeaMonkey, Flock, IceWeasel et Galeon ;
- les navigateurs basés sur Presto : Suite internet Opera version 9 et plus, Opera Mobile, Opera Mini, Wii Internet Channel, Nintendo DS Browser, Sony Mylo ;
- les navigateurs basés sur KHTML du projet KDE : Konqueror ; ou sur son fork (WebKit) : Safari d'Apple, OmniWeb d'OmniGroup, Midori du projet Xfce, Epiphany.

### Les versions dites «mobile»
Devant le développement croissant des smartphones et des tablettes numériques, plusieurs concepteurs de navigateurs sortent des versions dites « mobile » : Le navigateur Firefox Mobile (nom de code Fennec) est la version mobile de Firefox, Opera Mobile pour Opera, Internet Explorer Mobile la version mobile d'IE, etc. Des éditeurs proposent des navigateurs uniquement pour mobiles : UC Browser, Dolphin Browser, etc.
Enfin, depuis le milieu des années 1990, apparaît une multitude d'autres navigateurs plus ou moins populaires.

## Fonctionnement
Un navigateur web est composé de divers modules logiciels permettant de communiquer suivant les standards des réseaux : un moteur de rendu des standards du Web, une interface utilisateur adaptée au système d'exploitation qui l'accueille et, accessoirement, un gestionnaire d'extensions (plugins).
Techniquement c'est, au minimum, un client HTTP. 
Il en existe pour différents systèmes d'exploitation (Linux, Windows, Mac OS, iOS et Android). 
Le navigateur se connecte au serveur web hébergeant la ressource visée et la télécharge. Le protocole de communication généralement utilisé est HTTPS (version plus sécurisée de l'ancien protocole HTTP).
Le moteur de rendu du navigateur traite cette ressource, télécharge les éventuelles ressources associées (dépendances) et affiche le résultat sur l'écran de l'utilisateur.

### Interface utilisateur
Pour la grande majorité des navigateurs sur le marché, l'interface utilisateur est composée d'une zone d'affichage, éventuellement gérée sous forme d'onglets, d'une barre de menus déroulants, d'une barre d'outils, d'une barre d'état et, surtout, d'une barre d'adresse, parfois fusionnée, comme dans le cas de Firefox, de Chrome et de Chromium, avec la barre de recherches. Selon les navigateurs, il est possible de réorganiser et d'afficher ou non ces différents éléments.
La barre de menus abrite les favoris (ou marque-pages), les commandes des fichiers (ouverture, fermeture), les options de configuration, etc.

### Scripts
Dans le contexte du Web, un script est un programme informatique intégré à la page web et exécuté par le navigateur. Un script permet des tâches simples comme vérifier les données entrées dans un formulaire, gérer des menus ou réagir aux déplacements du pointeur de la souris. Le principal langage de script, côté client, est le JavaScript. Ce langage est standardisé par l'ECMA sous le nom d'ECMAScript.

### Plugins
Les navigateurs pouvant difficilement gérer l'ensemble des formats de données existants et futurs, les éditeurs de navigateurs ont été amenés à développer un mécanisme de modules d'extension qui prennent le nom de plugins ou de contrôles ActiveX pour Internet Explorer.
Ceux-ci permettent d'afficher directement dans la fenêtre du navigateur des données de formats très différents allant de documents PDF au contenu multimédia. Ce mécanisme permet également d'utiliser des langages de programmation côté client comme Flash (FLV)(obsolète, remplacé par webM) pour les animations, les applets Java ou la technologie Silverlight. La large diffusion d'un plugin étant nécessaire pour qu'un format de données ait une chance de s'imposer sur le Web, on en trouve en libre téléchargement sur les sites des sociétés éditrices de logiciels permettant de créer un type de contenu particulier.

### Extensions
Les extensions permettent d'ajouter de nouvelles fonctionnalités au navigateur, comme la météo dans la barre d'état, un blocage des publicités des sites Web et la préservation de la confidentialité des données personnelles issues de la navigation, des outils de développement Web, etc.

### Cookies
Les cookies sont des fichiers, déposés côté client, dans lesquels le serveur écrit des données servant à lier à une visite toute information d'état, comme les préférences d'affichage ou le contenu d'un panier d'achat.

### Protocoles
Les protocoles HTTP et HTTPS ne sont pas les seuls protocoles de communication qu'un navigateur web peut utiliser. Il peut aussi gérer les transferts de fichiers à l'aide de FTP ou WebDAV. Certains navigateurs (comme Firefox) supportent les protocoles Gopher et NNTP (pour communiquer avec un serveur de news (« newsfeed », flux de données, sorte d'ancêtre de RSS) sur Usenet qui précédent de peu HTTP et sont devenus confidentiels aujourd'hui. Ces protocoles de communication sont généralement standardisés par l'IETF.

### Certificats
Les certificat électroniques sont très largement utilisés sur les sites de commerce électronique, les webmails ou autres sites sensibles (banques, impôts, etc.) pour ajouter une couche de sécurité supplémentaire aux échanges.

### Blockchain
De nouveaux navigateurs web basent leur technologie sur la blockchain,,. D'après IBM, de tels navigateurs visent à offrir un système de stockage des informations de navigation qui préserve la vie privée et la met entre les « mains de l'utilisateur » plutôt que d'une tierce partie.

## Vulnérabilités
Du fait de sa forte diffusion dans le monde, le navigateur web est une cible privilégiée des malfaiteurs désireux de nuire aux internautes.
L'exploitation des traces numériques du navigateur web est utilisée par certaines entreprises de commerce électronique afin de « pister » les clients, les cookies étant susceptibles d'être bloqués (par des extensions, par exemple).
L'utilisation d'un login sur un navigateur peut, dès la première fois, ouvrir la possibilité d’être suivi par des sociétés de collecte de données lors des utilisations ultérieures du navigateur.[pas clair]
Malgré l’utilisation d'un bloqueur de publicité, il est possible, pour une société tierce, d'accéder à des données privées.[pas clair]

### Variétés d'attaques possibles
L'internaute est menacé à travers son navigateur par des attaques informatiques comme le profilage et l'analyse comportementale à des fins de revente marketing, le vol de données personnelles par accès à ses fichiers[pas clair], l'escroquerie par hameçonnage, ou par le crash de son ordinateur par un bug du navigateur[pas clair].

### Modules logiciels pouvant être ciblés
Un navigateur est constitué de modules divers réalisant des fonctions bien déterminées qui possèdent chacun ses propres  vulnérabilités. Par exemple, un interpréteur d'URL est vulnérable aux attaques par hameçonnage, un interpréteur de code HTML ou XHTML (plus récent) peut faire une mauvaise interprétation des instructions de description et un interpréteur de langage de script (JavaScript, VBScript...) est vulnérable aux boucles sans fins ou à des exploitations de bugs. Un environnement d'exécution d'applications (Applet Java, ActiveX, plugins) ou une barre d'outils possèdent également des vulnérabilités[réf. souhaitée].